# Garaeus absona
Garaeus absona là một loài bướm đêm trong họ Geometridae.